# Hôtel de Lassay
Ne doit pas être confondu avec Hôtel Laçay.
L'hôtel de Lassay est un hôtel particulier situé rue de l'Université, dans le 7e arrondissement de Paris. Résidence officielle du président de l’Assemblée nationale, il est mitoyen du palais Bourbon, siège de la chambre basse du Parlement.
L'hôtel de Lassay est par ailleurs voisin de l'hôtel du ministre des Affaires étrangères, siège du ministère des Affaires étrangères et européennes.
L'actuel hôte de l'hôtel de Lassay est Yaël Braun-Pivet, présidente de l’Assemblée Nationale depuis le 28 juin 2022.

## Historique

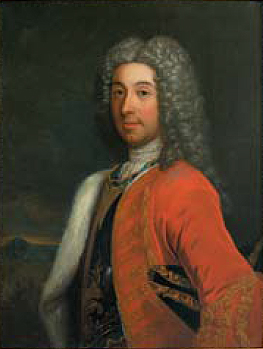
Léon de Madaillan de Lesparre, marquis de Lassay.

Léon de Madaillan de Lesparre, marquis de Lassay (fils d'Armand de Madaillan de Lesparre, marquis de Lassay, ils sont souvent confondus l'un avec l'autre), ami, conseiller et amant de la duchesse de Bourbon, commande en 1722 le projet d'un hôtel particulier à un Italien nommé Giardini, qui meurt la même année. Il est remplacé par Pierre Cailleteau dit « Lassurance », qui meurt en 1724, puis par Jean Aubert et Jacques V Gabriel.
On estime aujourd'hui que c'est Aubert qui fut l'auteur principal, de même que pour le palais Bourbon adjacent et l'hôtel Biron (actuel musée Rodin), construit pour Abraham Peyrenc de Moras.
La construction s'échelonne entre 1726 et 1730. L'hôtel, situé entre la rue de l'Université et la Seine, est construit à l'italienne, c'est-à-dire à un étage surmonté d'un toit plat.
À la mort de Lassay, en 1750, l'hôtel passe aux enfants de sa nièce décédée avant lui, Adélaïde Geneviève d'O, épouse de Louis de Brancas, 5e duc de Villars et 2e duc de Lauraguais, dont le fils, Louis Léon de Brancas, 6e duc de Villars et 3e duc de Lauraguais (1733-1824), le vend en 1768 à Louis-Joseph de Bourbon, prince de Condé, petit-fils de la duchesse de Bourbon.
Celui-ci souhaite s'y installer après avoir laissé à son fils, le duc de Bourbon, et à sa belle-fille, née Bathilde d'Orléans, les principaux appartements du palais Bourbon, qu'il a fait réaménager à partir de 1764 par l'architecte Barreau de Chefdeville, remplacé après sa mort en 1765 par Le Carpentier. À l'hôtel de Lassay, il fait travailler Le Carpentier, secondé par Claude Billard de Bélisard, qui reste seul après la mort de Le Carpentier en 1773, avant d'être congédié à la suite d'un différend et remplacé vers 1780 par Jean-François Leroy.
Dans le vestibule, Le Carpentier modernise habilement le décor datant de la Régence. Un nouveau bâtiment en forme de U est construit pour abriter les petits appartements et décoré avec un luxe raffiné.
Les appartements où le prince vécut avec sa maîtresse Catherine de Brignole, princesse de Monaco, ont été décrits par Dezallier d'Argenville, Thiéry  et par la baronne d'Oberkirch.

« Le petit palais Bourbon, construit en 1779, est annexé au grand et le complète ; c'est un bijou. M. le prince de Condé en a fait le plus joli colifichet du monde. Il est meublé avec une recherche délicieuse, mais pas assez noble peut-être pour les hôtes qu'il renferme. Il y a là des fantaisies et des bibelots comme chez Mademoiselle Dervieux. L'appartement de mademoiselle de Condé seul est d'une sévérité majestueuse ; elle y a placé un Christ du Titien, je crois ; c'est la plus touchante image de Dieu que j'aie jamais vue.
En outre du grand et du petit palais, il y a encore le moyen, ce qui rend le tout ensemble une demeure aussi étendue qu'élégante. La belle galerie de peinture est dans le palais moyen ; on y voit une suite de tableaux représentant les batailles où a figuré le grand Condé, et force tableaux de chasse. »

— Baronne d'Oberkirch, Mémoires sur la cour de Louis XVI et la société française avant 1789
La pièce la plus admirée est le salon circulaire dont le volume et le décor étaient transformables : le plafond était fait d'un disque amovible, qu'un mécanisme permettait d'élever vers le sommet de la coupole ; ce mouvement dégageait l'oculus tandis que des miroirs sortaient du sol pour occulter les croisées ; au sommet du tambour, une balustrade circulaire dissimulait un orchestre qui pouvait se faire entendre sans être vu. La coupole, divisée en secteurs semblables à des côtes de melon, fut peinte par Callet qui y représenta l'histoire de Vénus.
Dans la galerie, on place des livres dans des bas d'armoire présentant à hauteur d'appui des bustes, des vases et des bronzes antiques et sur la partie supérieure des murs le prince fait accrocher les plus beaux tableaux de ses collections. La salle à manger d'hiver est chauffée par le sol « à la manière russe » grâce à des tuyaux placés sous le dallage. Charles De Wailly, qui importait des marbres antiques d'Italie, vend au prince une Vénus pudique pour y faire pendant à la Vénus callipyge qu'il possède déjà. Des arbres peints sur des miroirs – des marronniers dans la salle à manger, des lilas dans la salle de billard – forment un décor nouveau et gai selon un procédé qui sera ensuite souvent imité.
Dans le jardin, un petit temple en treillage est construit pour abriter un groupe sculpté vingt ans auparavant par Jean-Baptiste Pigalle pour les jardins de Mme de Pompadour au château de Bellevue, l'Amour embrassant l'Amitié.
En 1792, l'hôtel est confisqué comme bien national. Il abrite la nouvelle École polytechnique de 1794 à 1804. En 1815, il est restitué à la maison de Condé mais, après l'extinction des Bourbon-Condé, en 1830, le duc d'Aumale, leur héritier, loue puis vend l'hôtel à l'État, en 1843, pour servir de résidence au président de la Chambre des députés.
C'est à cette époque qu'il est surélevé d'un étage et relié par une galerie au palais Bourbon.
En 1854, le duc de Morny, nommé président du Corps législatif, occupe l'hôtel de Lassay qui connaît une période particulièrement brillante. La fête du 20 mars 1855, honorée de la visite de l'Empereur Napoléon III et de l'impératrice Eugénie, est restée célèbre par son faste.
De 1870 à 1879, l'hôtel de Lassay est inoccupé, le gouvernement ayant son siège à Versailles. En 1873, il accueille le chah de Perse, Nasser El-Din. En 1879, il devient la résidence du président de la Chambre des députés.

## Architecture intérieure

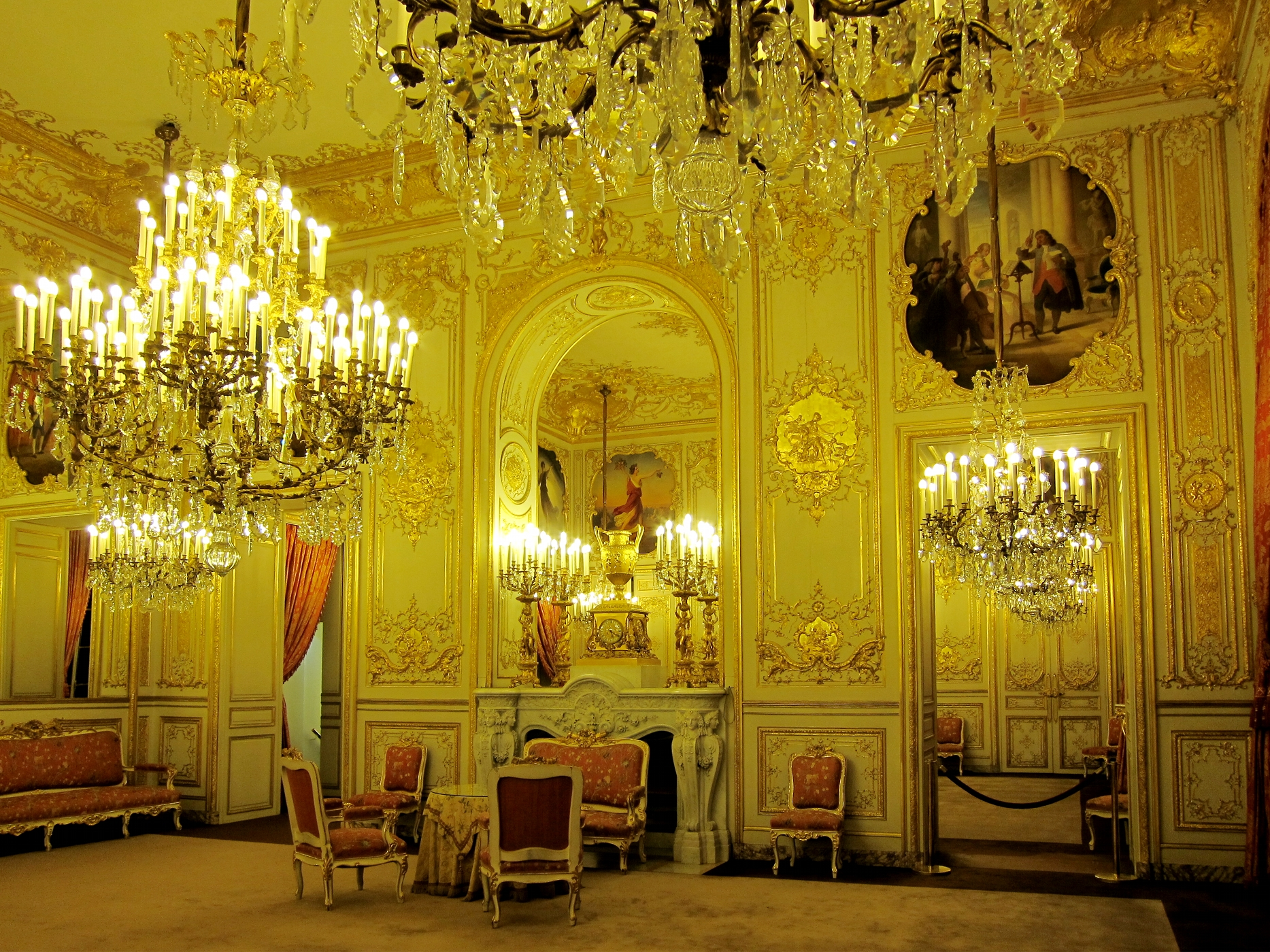
Un petit salon de l'hôtel de Lassay.

Les salons d'apparat servent aujourd'hui à recevoir les personnalités officielles et les délégations invitées par l'Assemblée nationale.
La pièce la plus importante est le bureau du président de l'Assemblée nationale, appelé aussi « salon ou cabinet du départ » (salon réalisé par l'architecte Jules de Joly de 1845 à 1848) car le Président part de là, selon un cérémonial très précis datant de la Révolution (examen des principaux points inscrits à l'ordre du jour, annonce de l'ouverture de la séance par la sonnerie placée sur son bureau, sortie du président dans la grande « galerie des Fêtes », précédé de deux huissiers, suivi du secrétaire général de l'Assemblée, accueil du Président à la « rotonde d'Alechinsky » par le commandant du détachement de la garde républicaine qui lui rend les honneurs), pour se rendre dans l'hémicycle. Cette pièce abrite aussi le bureau sur lequel Napoléon Ier a signé son acte d'abdication en 1814. Ce bureau est réputé maudit et il est de coutume chez les présidents de l'assemblée de ne pas l'utiliser.

## Galerie

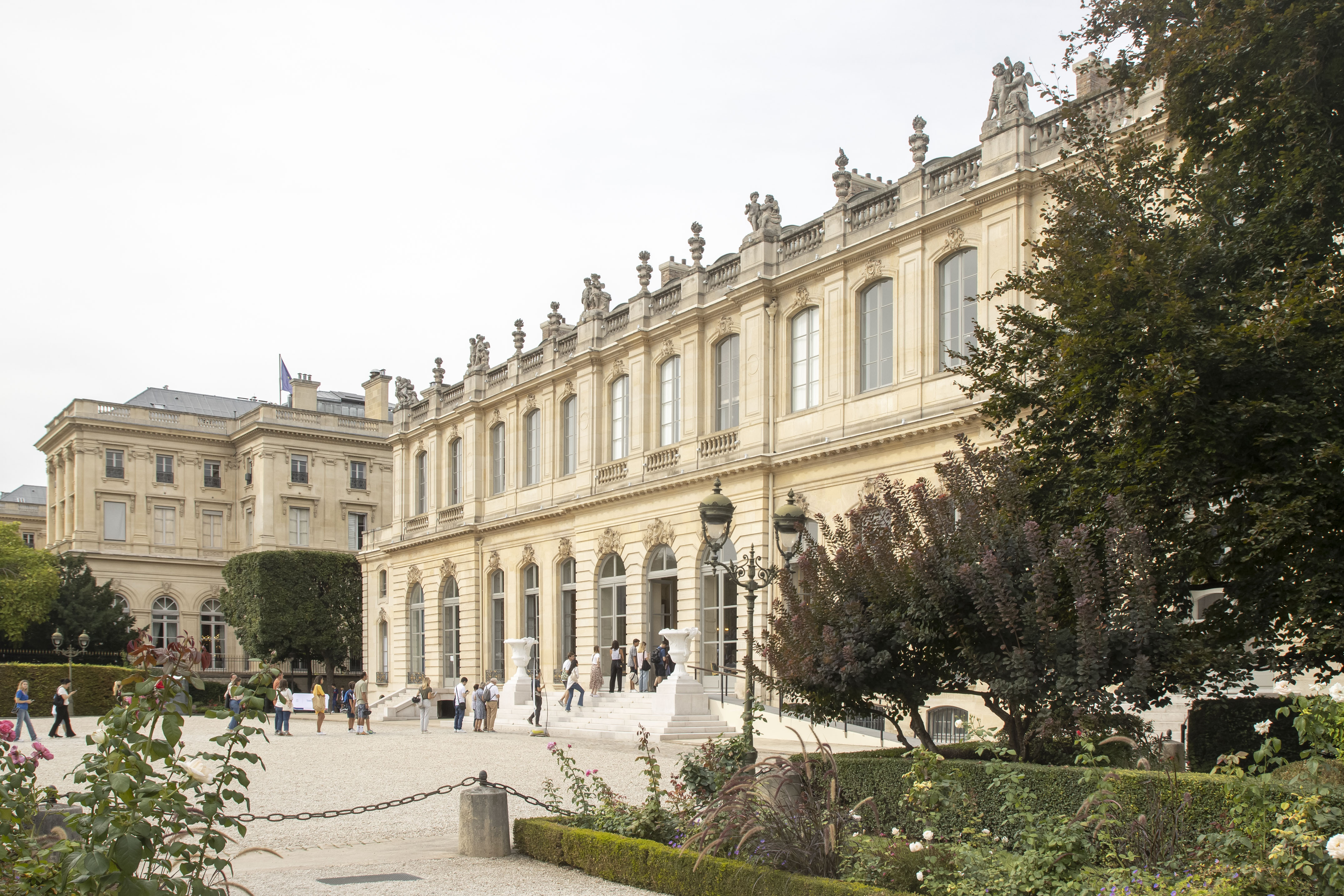
Vue depuis le jardin des Quatre Colonnes.
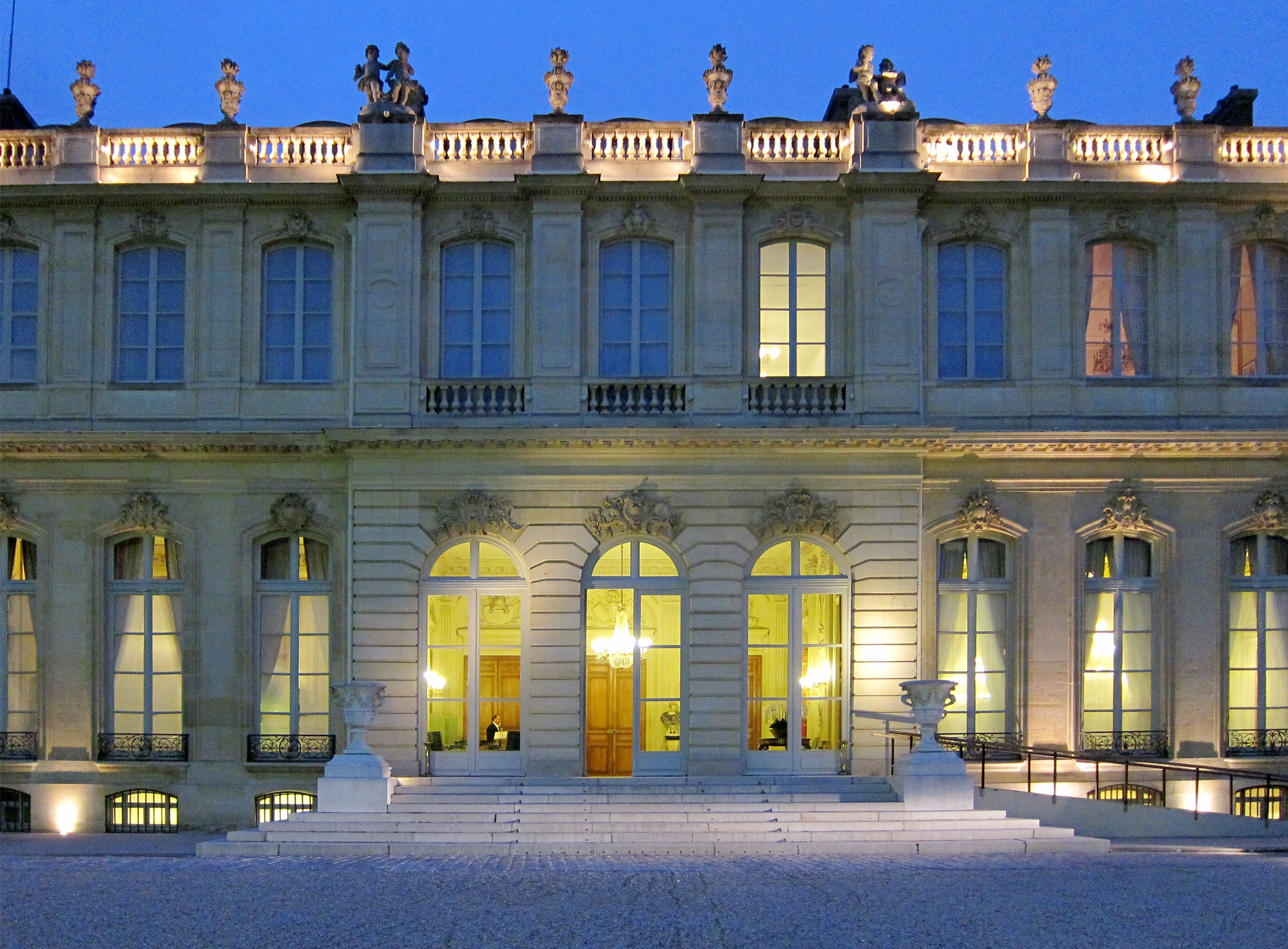
Entrée de l'hôtel, vue de nuit.
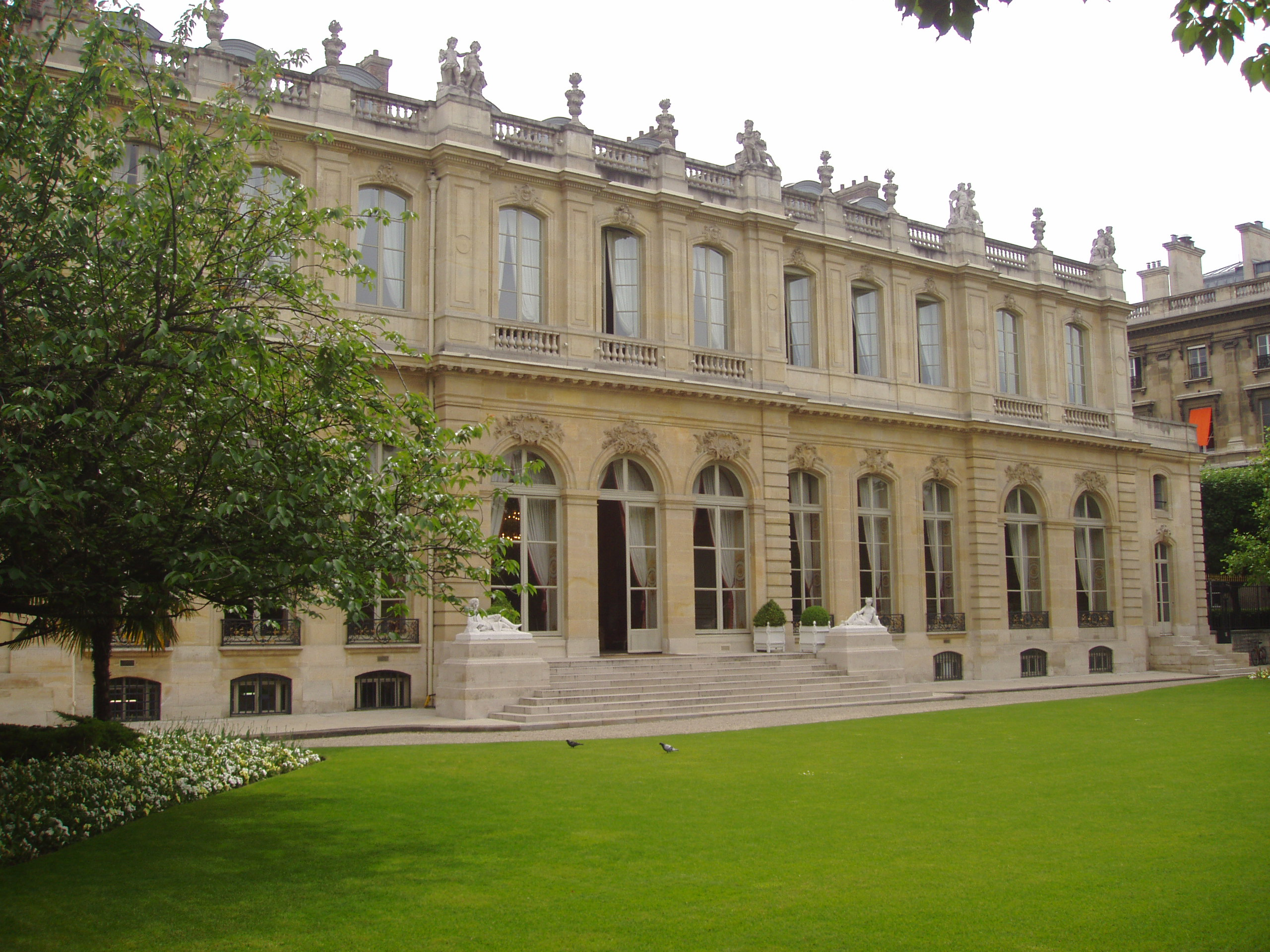
Façade côté jardin.

### Sources
- Michel Gallet, Les Architectes parisiens du XVIIIe siècle : Dictionnaire biographique et critique, Paris, Éditions Mengès, 1995, 493 p. (ISBN 2-85620-370-1)